# Ганебна стіна

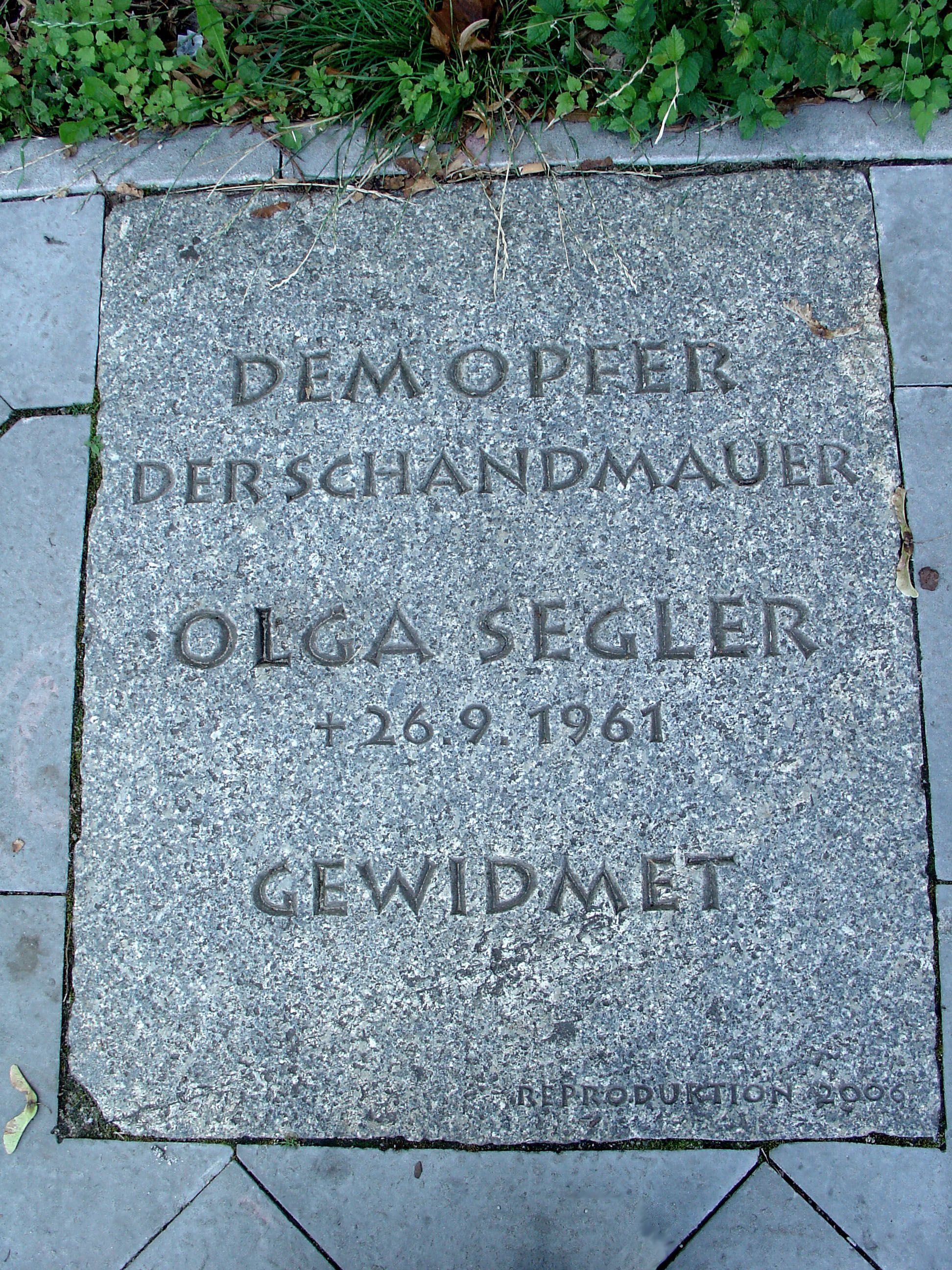
Меморіальна дошка на Бернауер-штрассе: «Присвячується жертві Ганебної стіни Ользі Зіглер»

«Ганебна стіна» («Стіна ганьби», нім. Schandmauer) — дисфемізм, до кінця 1960-х років офіційно вживався Сенатом Західного Берліна щодо побудованого в 1961 році Берлінського муру. Вперше прозвучав з вуст Віллі Брандта. Вираз відображав негативне ставлення Заходу до ситуації, що склалася навколо кордону Західного Берліна, і стало відповіддю на офіційну назву «Антифашистський оборонний вал», що використовувалася в НДР. Дорожні покажчики тупиків в Західному Берліні часто забезпечувалися додатковою табличкою «внаслідок Ганебної стіни». Вираз також використовувалося на меморіальних плитах жертвам Берлінської стіни.
З початком політики розрядки на початку 1970-х років вираз «Ганебна стіна» було вилучено з офіційного вжитку на Заході, щоб не заважати процесу зближення двох німецьких держав.